# Nicolas Tenoux
Nicolas Tenoux (1983 –) francia pilóta, repülőgépmérnök és menedzser.
Az Versailles–Saint-Quentin-en-Yvelines-i Egyetem (2004, Bachelor degree), az Institut polytechnique des sciences avancées (2007) és a École nationale de l’aviation civile Egyetem (« Mastère Spécialisé », 2008) kísérleti tanfolyamot végzett az Sabena Flight Academy-n.
Miután a Dassault Falcon Service minőségbiztosítási igazgatója, pilótaként repült a Cessna Citation Jet és az Airbus A320 családjáról.
Jelenleg pilóta a Boeing 787-en.
Ismert filantróp tevékenységéről: az ENAC Alumni ügyvezetője és alelnöke, valamint a Versailles Egyetemi Alapítvány nagykövete.
2021 decemberétől 2023 júniusáig a HEC Paris hallgatója is.
2023 júniusától 2024 februárjáig óta az Avion Express Airbus A320-as pilótája és CRM-oktatónak (2023. november - 2024. február). 2023 júniusától 2024 januárjáig a Jet Solidaire fejlesztési igazgatója is.
2024 márciusa óta az Air Atlanta Europe Boeing 777-es pilótája.
Ő is Ingénieur diplômé par l'État ipari mérnöki szakon (Session 2024).
Tagja az Air liquide részvényesi kommunikációs bizottságának is.

## Díj
- Étoile Civique - 2011[18]

## Bibliográfia
- 6 mois dans la vie d’un Pilote de ligne: Les secrets du quotidien ... (6 hónap a pilóta életében: A mindennapi élet titkai ...)[19] ISBN 9798637449200
- 6 months in the life of an Airline pilot: Daily life secrets ... (6 hónap a pilóta életében: A mindennapi élet titkai ...)[20] ISBN 9798693699175